# Municipio de Chestnut Hill
El municipio de Chestnut Hill (en inglés, Chestnut Hill Township) es una subdivisión territorial del condado de Ashe, Carolina del Norte, Estados Unidos. Según el censo de 2020, tiene una población de 830 habitantes.
Abarca una zona exclusivamente rural.
Es una subdivisión exclusivamente territorial. No tiene autoridades constituidas ni funciones asignadas.

## Geografía
Está ubicado en las coordenadas 36°29′54″N 81°20′27″O / 36.49833, -81.34083 (36.498237, -81.340959).